# Ooencyrtus angolensis
Ooencyrtus angolensis är en stekelart som beskrevs av Prinsloo 1987. Ooencyrtus angolensis ingår i släktet Ooencyrtus och familjen sköldlussteklar.
Artens utbredningsområde är Angola. Inga underarter finns listade i Catalogue of Life.